# Ковровский 217-й пехотный полк
217-й пехотный Ковровский полк — пехотная воинская часть Русской императорской армии второй очереди. Сформирован для участия в Первой мировой войне.

## Формирование
Сформирован в летних лагерях 1-й бригады 3-й Гренадерской дивизии в г. Владимире на основе кадра, выделенного из 9-го Сибирского гренадерского полка. Для доукомплектования полка прибыло 15 команд запасных из Владимирской и Тамбовской губернии, а также офицеры запаса из Владимирской губернии. На 1 августа 1914 года в полку состояло 57 офицеров и 4465 нижних чинов.
Участие в боевых действиях
Полк отличился, отбивая первую химическую атаку германцев на Русском фронте в мае 1915 г. В октябре 1916 г. подразделения полка выдержали массированную огнеметную атаку противника у Скробовского ручья.

## Командиры полка
- 18.07.1914-17.11.1914 — полковник Наумовский, Дмитрий Семёнович
- 29.12.1914-05.03.1916 — полковник Осипов, Фёдор Иванович
- 05.03.1916-01.08.1916 — флигель-адъютант полковник Поливанов, Николай Викторович
- 20.08.1916-03.05.1917 — полковник Абрамов, Константин Самуилович
- 18.06.1917-хх.11.1918 — полковник Апин, Иван Давыдович

## Известные люди, служившие в полку
- Праницкий, Владимир Дмитриевич
- Новосельский, Юрий Владимирович (1895—1970) — советский генерал-лейтенант, воевал офицером полка в 1916 году.